# Tabel van gemeenten in Noord-Brabant
Hieronder staat een tabel van alle gemeenten in de Nederlandse provincie Noord-Brabant.
| Gemeente                      | Inwoners | Landoppervlakte (km²) | Grootste plaatsen                                              | Locatie        |
| ----------------------------- | -------- | --------------------- | -------------------------------------------------------------- | -------------- |
| Alphen-Chaam                  | 10.492   | 93,04                 | Chaam, Galder, Strijbeek                                       | Kaart gemeente |
| Altena                        | 58.293   | 200,63                | Hank, Sleeuwijk, Werkendam, Woudrichem, Wijk en Aalburg        | Kaart gemeente |
| Asten                         | 17.294   | 70,17                 | Heusden, Ommel                                                 | Kaart gemeente |
| Baarle-Nassau                 | 7.077    | 76,14                 | Baarle                                                         | Kaart gemeente |
| Bergeijk                      | 19.193   | 101,00                | Loo, Luyksgestel, Riethoven, Westerhoven                       | Kaart gemeente |
| Bergen op Zoom                | 69.663   | 79,96                 | Bergen op Zoom, Halsteren                                      | Kaart gemeente |
| Bernheze                      | 32.521   | 89,73                 | Heesch (gemeentehuis), Heeswijk-Dinther, Nistelrode            | Kaart gemeente |
| Best                          | 31.220   | 34,30                 | Best, Aarle, Batadorp                                          | Kaart gemeente |
| Bladel                        | 20.980   | 75,33                 | Bladel, Casteren                                               | Kaart gemeente |
| Boekel                        | 11.302   | 34,51                 | Venhorst                                                       | Kaart gemeente |
| Boxtel                        | 33.934   | 63,73                 | Boxtel, Esch, Liempde                                          | Kaart gemeente |
| Breda                         | 188.217  | 125,74                | Bavel, Prinsenbeek, Teteringen, Ulvenhout                      | Kaart gemeente |
| Cranendonck                   | 20.866   | 76,40                 | Budel (gemeentehuis), Maarheeze                                | Kaart gemeente |
| Deurne                        | 33.183   | 116,93                | Deurne                                                         | Kaart gemeente |
| Dongen                        | 27.096   | 29,24                 | Dongen                                                         | Kaart gemeente |
| Drimmelen                     | 28.193   | 95,18                 | Lage Zwaluwe, Made (gemeentehuis), Terheijden                  | Kaart gemeente |
| Eersel                        | 20.188   | 82,46                 | Duizel, Eersel, Knegsel, Steensel, Vessem, Wintelre            | Kaart gemeente |
| Eindhoven                     | 246.443  | 87,66                 | Eindhoven: Centrum, Tongelre, Gestel, Stratum, Strijp, Woensel | Kaart gemeente |
| Etten-Leur                    | 45.232   | 55,30                 | Etten, Leur                                                    | Kaart gemeente |
| Geertruidenberg               | 22.061   | 26,63                 | Geertruidenberg, Raamsdonksveer                                | Kaart gemeente |
| Geldrop-Mierlo                | 40.736   | 31,01                 | Geldrop, Mierlo                                                | Kaart gemeente |
| Gemert-Bakel                  | 31.428   | 122,14                | Gemert                                                         | Kaart gemeente |
| Gilze en Rijen                | 27.359   | 65,38                 | Gilze, Rijen                                                   | Kaart gemeente |
| Goirle                        | 24.328   | 42,99                 | Goirle, Riel                                                   | Kaart gemeente |
| Halderberge                   | 31.183   | 74,47                 | Hoeven, Oud Gastel, Oudenbosch                                 | Kaart gemeente |
| Heeze-Leende                  | 16.800   | 104,02                | Heeze, Leende                                                  | Kaart gemeente |
| Helmond                       | 95.884   | 53,18                 | Stiphout                                                       | Kaart gemeente |
| 's-Hertogenbosch              | 160.740  | 109,99                | Rosmalen, Empel, Hintham, Nuland                               | Kaart gemeente |
| Heusden                       | 46.037   | 78,88                 | Drunen, Heusden, Vlijmen                                       | Kaart gemeente |
| Hilvarenbeek                  | 15.966   | 94,85                 | Diessen, Hilvarenbeek                                          | Kaart gemeente |
| Laarbeek                      | 23.233   | 55,35                 | Aarle-Rixtel, Beek en Donk, Lieshout                           | Kaart gemeente |
| Land van Cuijk                | 91.725   | 341,26                | Boxmeer, Cuijk, Grave, Mill, Overloon, Sint Anthonis           | Kaart gemeente |
| Loon op Zand                  | 23.854   | 49,94                 | Kaatsheuvel                                                    | Kaart gemeente |
| Maashorst                     | 59.209   | 137,33                | Odiliapeel, Schaijk, Uden, Volkel, Zeeland                     | Kaart gemeente |
| Meierijstad                   | 84.293   | 184,09                | Erp, Schijndel, Sint-Oedenrode, Veghel (gemeentehuis)          | Kaart gemeente |
| Moerdijk                      | 38.091   | 159,15                | Fijnaart/Heijningen, Klundert, Willemstad, Zevenbergen         | Kaart gemeente |
| Nuenen, Gerwen en Nederwetten | 24.231   | 33,71                 | Nuenen, Gerwen, Nederwetten                                    | Kaart gemeente |
| Oirschot                      | 19.267   | 101,78                | Oirschot                                                       | Kaart gemeente |
| Oisterwijk                    | 32.964   | 63,84                 | Haaren, Moergestel, Oisterwijk                                 | Kaart gemeente |
| Oosterhout                    | 57.925   | 71,47                 | Oosterhout                                                     | Kaart gemeente |
| Oss                           | 94.643   | 163,16                | Berghem, Geffen, Ravenstein                                    | Kaart gemeente |
| Reusel-De Mierden             | 13.577   | 77,88                 | Hooge Mierde, Lage Mierde, Reusel                              | Kaart gemeente |
| Roosendaal                    | 77.566   | 106,50                | Roosendaal, Wouw                                               | Kaart gemeente |
| Rucphen                       | 23.924   | 64,41                 | Rucphen, Sint Willebrord, Sprundel, Zegge                      | Kaart gemeente |
| Sint-Michielsgestel           | 30.091   | 58,38                 | Berlicum, Den Dungen, Middelrode, Sint-Michielsgestel          | Kaart gemeente |
| Someren                       | 20.187   | 80,27                 | Lierop, Someren, Someren-Eind                                  | Kaart gemeente |
| Son en Breugel                | 17.949   | 25,95                 | Breugel, Son                                                   | Kaart gemeente |
| Steenbergen                   | 24.498   | 146,43                | Dinteloord, Kruisland, Nieuw-Vossemeer, Steenbergen            | Kaart gemeente |
| Tilburg                       | 229.797  | 116,17                | Berkel-Enschot, Biezenmortel, Udenhout                         | Kaart gemeente |
| Valkenswaard                  | 31.700   | 54,92                 | Dommelen, Valkenswaard                                         | Kaart gemeente |
| Veldhoven                     | 46.826   | 31,69                 | Meerveldhoven, Oerle, Veldhoven Dorp, Zeelst                   | Kaart gemeente |
| Vught                         | 32.348   | 33,75                 | Helvoirt, Vught                                                | Kaart gemeente |
| Waalre                        | 17.995   | 22,39                 | Aalst, Waalre-dorp                                             | Kaart gemeente |
| Waalwijk                      | 50.310   | 64,58                 | 's Grevelduin-Capelle, Sprang-Capelle, Waalwijk, Waspik        | Kaart gemeente |
| Woensdrecht                   | 22.215   | 91,66                 | Hoogerheide, Ossendrecht, Putte                                | Kaart gemeente |
| Zundert                       | 22.545   | 120,65                | Rijsbergen, Zundert                                            | Kaart gemeente |

Drenthe · Flevoland · Friesland · Gelderland · Groningen · Limburg · Noord-Brabant · Noord-Holland · Overijssel · Utrecht · Zeeland · Zuid-Holland